# Belváros-Lipótváros
Sectorul al V-lea din Budapesta sau Belváros-Lipótváros se află pe partea stângă a Dunării, în Pesta.

## Orașe înfrățite
- Praga sector 2, Republica Cehă
- Charlottenburg, Berlin, Germania
- Mondragone, Italia
- Stare Miasto, Cracovia, Polonia
- Rimetea, România
- Gheorgheni, România
- Bačka Topola, Serbia
- Rožňava, Slovacia
- Rahău, Ucraina